# 園田学園大学
園田学園大学（そのだがくえんだいがく、英語: Sonoda University）は、兵庫県尼崎市南塚口町7-29-1に本部を置く日本の私立大学。1938年創立、1966年大学設置。
園田学園女子大学短期大学部、園田学園大学附属学が丘幼稚園、園田学園幼稚園、園田学園中学校、園田学園高等学校が併設されている。
2025年4月より共学化に伴い、「園田学園大学」へと名称変更した。

## 沿革
2006年度『自己点検・評価報告書』によれば、園田学園女子短期大学部（旧・園田学園女子短期大学）とは「一体的運営」をしている旨の表記があるが、詳細については、当該ページを参照のこと
- 1937年 財団法人園田教育振興会を設立
- 1938年 「捨我精進」を建学の精神に園田高等女学校を開校
- 1951年 学校法人園田学園を設立（私立学校法により財団法人園田教育振興会を改める）
- 1963年 園田学園女子短期大学開学、家政科を開設
- 1966年 園田学園女子大学開学、文学部（国文学科、英文学科）を開設
- 1968年 短期大学に文科、幼児教育学科を新設
- 1979年 学園開放、公開講座を開講
- 1981年 短期大学附属学が丘幼稚園を開園
- 1983年 兵庫県豊岡市に大岡山グリーンキャンパスを開設
- 1985年 新図書館・情報教育センターが完成
- 1993年
  - ニュージーランドにそのだクライストチャーチキャンパス（SCC）完成
  - 開学30周年記念式典を挙行
  - 短期大学の家政科を生活文化学科に、幼児教育科を幼児教育学科に名称変更
- 1994年
  - 大学の文学部（国文学科、英文学科）を国際文化学部（文化学科、言語コミュニケーション学科）に改組
  - 短期大学の文科を国際文化学科に改組
  - 短期大学を園田学園女子大学短期大学部に名称変更
  - 短期大学の附属学が丘幼稚園を短期大学部附属学が丘幼稚園に改称
- 1995年 開学30周年記念館完成
- 1999年 国際文化学部の各学科に以下の専攻を開設
  - 文化学科･･･日本の文学と芸能専攻、日本の歴史と民俗専攻、比較生活文化専攻
  - 言語コミュニケーション学科･･･日本語専攻、英語専攻、情報コミュニケーション専攻
- 2002年
  - 人間健康学部（総合健康学科、食物栄養学科、幼児教育学科）を開設
  - 国際文化学部に情報コミュニケーション学科を新設
  - 短期大学部生活文化学科に製菓衛生師養成課程新設
- 2003年
  - 国際文化学部言語コミュニケーション学科の専攻名称を、日本語教育専攻、実践英語教育専攻に変更
  - 国際文化学部の文化学科を学生募集停止
  - 短期大学部に3つの新コースを開設
- 2004年 総合健康学科実習棟完成
- 2006年
  - 国際文化学部の言語コミュニケーション学科、情報コミュニケーション学科を未来デザイン学部（文化創造学科）に改組
  - 人間健康学部（人間看護学科）を開設
  - 7号館（人間看護学科棟）完成
  - 短期大学部の附属学が丘幼稚園を園田女子大学附属学が丘幼稚園に改める
- 2008年 人間教育学部（児童教育学科）を開設
- 2010年3月 国際文化学部を廃止
- 2014年3月 未来デザイン学部を廃止
- 2015年 スポーツセンター完成。尼崎市と地域連携に関する包括協定を締結
- 2017年 そのだ子育てステーションぴよぴよ、そのだ栄養ナビステーションを開設
- 2019年 園田学園幼稚園が園田学園女子大学附属の認定こども園（幼稚園型）に改組
- 2021年4月 経営学部（ビジネス学科）を開設
- 2024年3月、2025年4月から男女共学になる事を発表[2]
- 2024年4月、共学化に伴い、校名を園田学園大学へ変更する事を発表[3]
- 2025年4月、共学化し、大学名を園田学園大学に変更（短期大学部は変更せず）。こども学部こども学科開設。人間健康学部食物栄養学科から食マネジメントに学科名称変更

## 学部・学科
- 人間健康学部
  - 総合健康学科
    - 養護コース
    - 健康スポーツコース

  - 人間看護学科
  - 食マネジメント学科
- 人間教育学部
  - 児童教育学科
    - 幼保教育コース
    - 児童教育コース
    - 小中英語コース
- こども学部
  - こども学科
- 経営学部
  - ビジネス学科
    - 企業マネジメントコース
    - 公共マネジメントコース
    - 国際・地域マネジメントコース

- 短期大学部

## 付属研究施設等
- 近松研究所 - 1986年に尼崎市が「近松のまち」という町おこしを始めたことから、1989年に近松研究所が設置された。近松門左衛門など近世演劇・芸能、近世文学の研究を行っており、NHK時代劇などへの資料提供も行っている[4]。
- 総合生涯学習センター
- 情報教育センター
- スポーツ振興センター

## 対外関係

### 国内
- 大学コンソーシアムひょうご神戸に参加

### 国外
国際・学術交流等協定を結んでいる大学として、以下の大学がある
- クイーンズランド工科大学（オーストラリア・ブリスベン）
- カンタベリー大学（ニュージーランド・クライストチャーチ）
- 南太平洋大学（フィジー）
- 開南大学（台湾）
- インチョン大学（韓国・仁川広域市）
- ブンハッタ大学（インドネシア）
- 南京大学（中国）

## 系列校
- 園田学園女子大学短期大学部
- 園田学園女子大学附属学が丘幼稚園
- 園田学園女子大学附属園田学園幼稚園
- 園田学園中学校・高等学校

## 関係者

### 教員
- 廣岡義隆 - 講師
- 伊達公子 - 客員教授
- 浜口尚 - 短期大学部生活文化学科教授、捕鯨問題研究
- 桂雀々- 非常勤講師
- 真鍋井蛙 - 非常勤講師
- 黒津敏行 - 短期大学部学長、大阪大学名誉教授

### 出身者
- 有川浩 - 小説家
- 小坂流加 - 小説家
- 浅越しのぶ - テニス選手（中退）
- 尾崎望良 - ソフトボール選手
- 清原奈侑 - ソフトボール選手（東京五輪金メダリスト）
- 樋口菜美 - ソフトボール選手
- 石川恭子 - ソフトボール選手（日本代表キャプテン）
- 那須眞由 - 棒高跳選手[6]

## アクセス
- 阪急電鉄（神戸本線・伊丹線）塚口駅より徒歩10分、または阪神バス尼崎市内線14番で4分「園田学園女子大学」停留所下車
- JR神戸線（東海道本線）立花駅より阪神バス尼崎市内線14番で7分「園田学園女子大学」停留所下車
- 阪神本線・阪神なんば線 尼崎駅より阪神バス尼崎市内線・尼崎交通事業振興13番・13-2番で11分「南塚口町７丁目」停留所下車

## 特筆点
- 旧園田村の村長等、在地の有志によって1938年に設立された園田高等女学校（現・園田学園中・高）を前身とする。
- 学生寮を有する女子大学であるが、2025年度から男女共学化を予定している。
- テニス部は、全日本大学対抗テニス王座決定試合において全国大学女子最多21回の優勝を誇る。
1991年に全日本大学対抗テニス王座決定試合で15連覇を達成。
2002年に全日本大学対抗テニス王座決定試合で優勝（通算20回目）。
2003年に全日本大学対抗テニス王座決定試合で2連覇を達成（通算21回目）。
- ソフトボール部
1989年に全日本女子ソフトボール学生選手権で連続優勝。
2007年に全日本女子ソフトボール学生選手権で優勝。
- 陸上競技部
2023年に日本インカレの800m走で渡辺愛（3回生）が優勝し、4×400mリレー走でも渡辺や安達茉鈴（3回生、24年に400m走学生歴代4位入り）らを擁して福岡大や早稲田大、2連覇中だった立命館大を振り切り初優勝（3分36秒71：大会新）を飾った[7]。
2024年に日本インカレで前年に続き渡辺愛（4回生）が800m走にくわえ1500m走で優勝し2冠。また、同24年の日本選手権リレー競技の4×400mリレー走で中央大や早稲田大などを振り切り立命館大に次ぐ2位を記録した。